# Charles François Dupuis

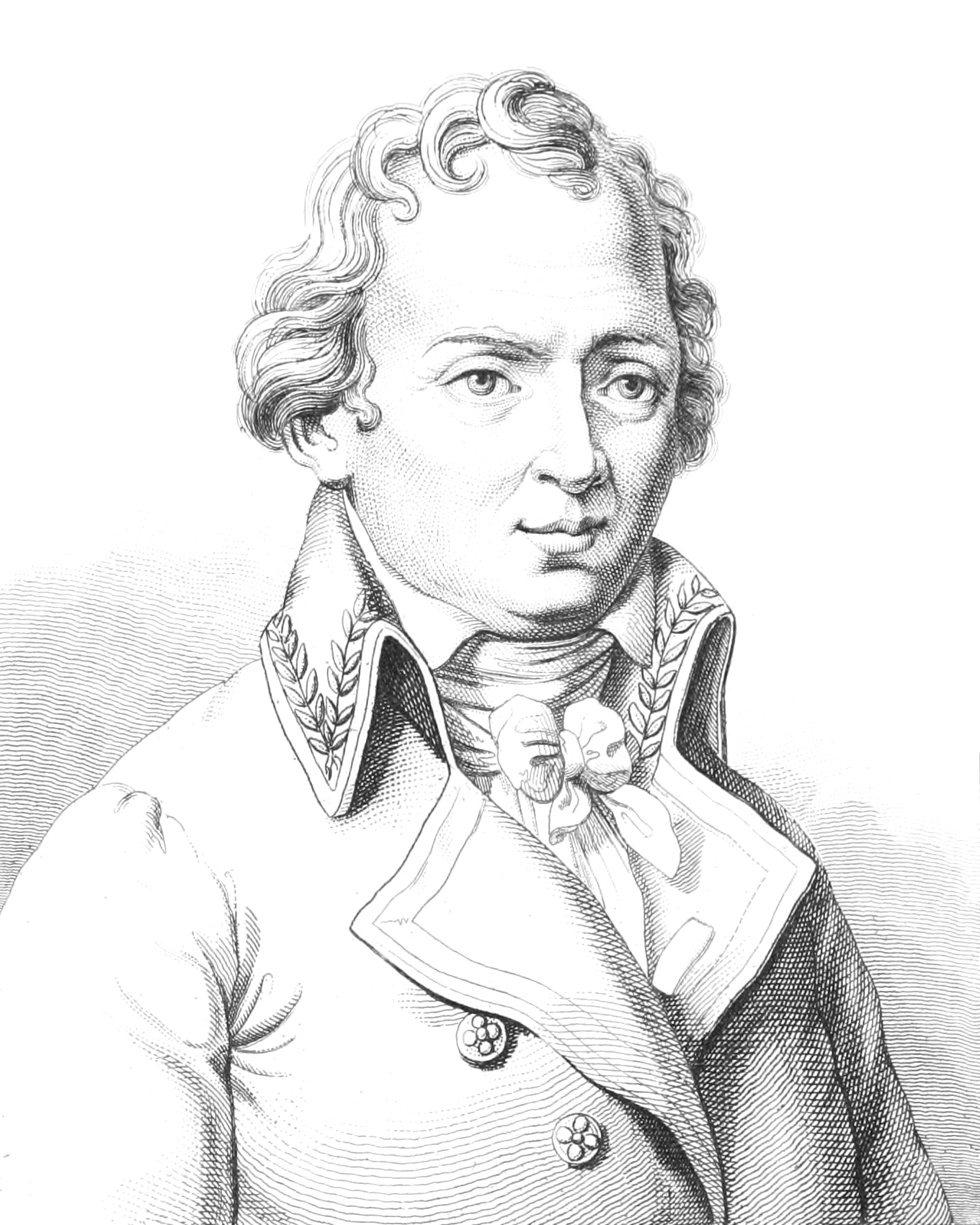
Charles-François Dupuis.

Charles François Dupuis (* 16. Oktober 1742 in Trie-Château; † 29. September 1809 in Échevannes, Kanton Is-sur-Tille) war ein französischer Astronom, Gelehrter und Politiker der Aufklärung, der Französischen Revolution und der Frühzeit Napoléon Bonapartes.

## Leben
Dupuis war der Sohn eines Dorfschullehrers und der Clotilde Chauquet. Sein Vater unterwies ihn in der Landvermessung und der Mathematik. Als er gerade dabei war die Geometrie eines Turmes zu vermessen, begegnete ihm der Herzog de la Rochefoucauld. Dieser war von der Intelligenz des Jungen so beeindruckt, dass er ihm durch ein Stipendium den Besuch des Collège d’Harcourt ermöglichte. Dupuis wurde 1766 Professor für Rhetorik am Collège de Lisieux in Paris, wo er zuvor ein Lizentiat der Theologie erworben hatte. Nebenher studierte er Jura und gab 1770 die geistliche Laufbahn auf, um Anwalt zu werden. Er beschäftigte sich zudem weiterhin mit der Mathematik und besuchte einige Jahre lang die astronomischen Vorlesungen von Jérôme Lalande. 1778 konstruierte er nach dem von Guillaume Amontons entworfenen Prinzip einen optischen Telegrafen und nutzte ihn zum Informationsaustausch mit seinem Freund Jean Fortin, der im Nachbarort Bagneux lebte.
In dieser Zeit entwickelte Dupuis seine Theorie über den Ursprung der griechischen Monate. Im Jahr 1779 veröffentlichte er im Journal des Savans ein Aufsatz über den altägyptischen Kalender und erregte 1781 durch sein Mémoire sur l’origine des constellations et sur l’explication de la fable par le moyen de l’astronomie allgemeines Aufsehen. Darin deutete er die Mythen und Religionen als astronomische und physikalische Allegorien und brachte die zwölf Tierkreiszeichen mit den zwölf Arbeiten des Herkules in Verbindung. Er versuchte, die fehlende Ähnlichkeit zwischen den Sterngruppen und ihren Namen damit zu erklären, dass der Tierkreis eine Art astronomischer und ländlicher Kalender war. Er fand es naheliegend, dass die für die Sternbilder gewählten Figuren die landwirtschaftlichen Vorgänge der Jahreszeiten abbildeten. Daher versuchte Dupuis den Zeitraum und den Ort zu ermitteln, wo das Sternbild Steinbock am Tag der Sommersonnenwende mit der Sonne aufgegangen und die Frühlingstagundnachtgleiche im Zeichen der Waage stattgefunden haben musste. Er kam zu der Erkenntnis, dass Oberägypten die perfekte Übereinstimmung zwischen den Zeichen und ihren Bedeutungen in diesem Land vor 15.000 bis 16.000 Jahren gewesen sein müsse und dass diese Harmonie durch die Präzession der Tagundnachtgleichen gestört worden war. Nach seiner Auffassung wären daher die schrieb daher die Bewohnern Oberägyptens oder Äthiopiens die Erfinder der Tierkreiszeichen gewesen. Jean-Sylvain Bailly widersprach dieser Theorie in seiner Histoire de l’astronomie.
Dupuis zweifelte ebenso wie Constantin François Volney (1757–1820) die Existenz Jesu an und versuchte diesen als eine Gestalt mythischen Ursprungs zu erklären, die nachher geschichtliche Züge angenommen habe. So sah er das Sterbenden und die Auferstehung Christi lediglich als ein Abbild der sterbenden und wieder zum Leben erweckten Gottheiten wie Attis, Adonis, Osiris oder Tammuz aus der griechisch-orientalischen Mythologie oder aus Astralmythen an.
Friedrich der Große bot dem Aufklärer auf Vorschlag von Marie Jean Antoine Nicolas Caritat, Marquis de Condorcet 1786 eine Stelle als Professor der Literatur in Berlin an, die er jedoch nicht antreten konnte, weil der Herrscher des aufgeklärten Absolutismus im selben Jahr verstarb. Dupuis erhielt stattdessen 1787 den Lehrstuhl der lateinischen Beredsamkeit am Collège de France. 1788 wurde er von der Verwaltung des Pariser Departements zu einem der vier Beauftragten für öffentliche Bildung ernannt und gab seine Professur in Lisieux auf. Der Ausbruch der revolutionären Unruhen führte dazu, dass er in Évreux Zuflucht suchte. Dupuis wurde bald darauf im Département Seine-et-Oise zum Mitglied des Nationalkonvents gewählt. Im dritten Jahr der Republik (1795) wurde er Sekretär der Versammlung und im vierten zum Mitglied im Rat der Fünfhundert. Nach Napoleons Staatsstreich des 18. Brumaire VIII vom 9. November 1799 wurde er Mitglied der Legislative (bis April 1803) und Präsident des Gesetzgebenden Organs. Obwohl er als Kandidat für den Senat vorgeschlagen worden war, beschloss er die Politik aufzugeben und sich für den Rest seines Lebens seinen Studien zu widmen.

## Ehrungen (Auswahl)
- 1788: Mitglied der Akademie der Inschriften (Académie des inscriptions et belles-lettres).
- April 1806: Ritter der Ehrenlegion.

## Werke (Auswahl)
- Mémoire sur l’origine des constellations et sur l’explication de la fable par le moyen de l’astronomie. 1781.
- Lettres sur les domiciles des plarctes. 1784.
- L’origine de tous les cultes, ou la réligion universelle. 3 Bände, H. Agasse, Paris 1795 (neue Auflage 1835–1837; wurde am 27. Juli 1818 in den Index der verbotenen Bücher aufgenommen[3]).
  - Über den Ursprung des Kultus : geschichtlich erwiesener Parallelismus zwischen der Glaubenslehre und den Religionsgebräuchen der Heiden und der Christen ; [geschichtliche Entwickelung des Aberglaubens und der Priesterherrschaft zu allen Zeiten bei allen Völkern. Literatur-comptoir, Stuttgart 1839 (digitale-sammlungen.de – Seitenstück zum Leben Jesu von David Friedrich Strauß, ins Deutsche übertragen von C. G. Rhé).
- Abrégé de l’origine de tous les cultes. 1798.
- Dissertation sur le zodiaque de Tentyra ou Denderah. 1802.
- Mémoire explicatif du zodiaque chronologique et mythologique. 1806.